# 新竹縣 (清朝)

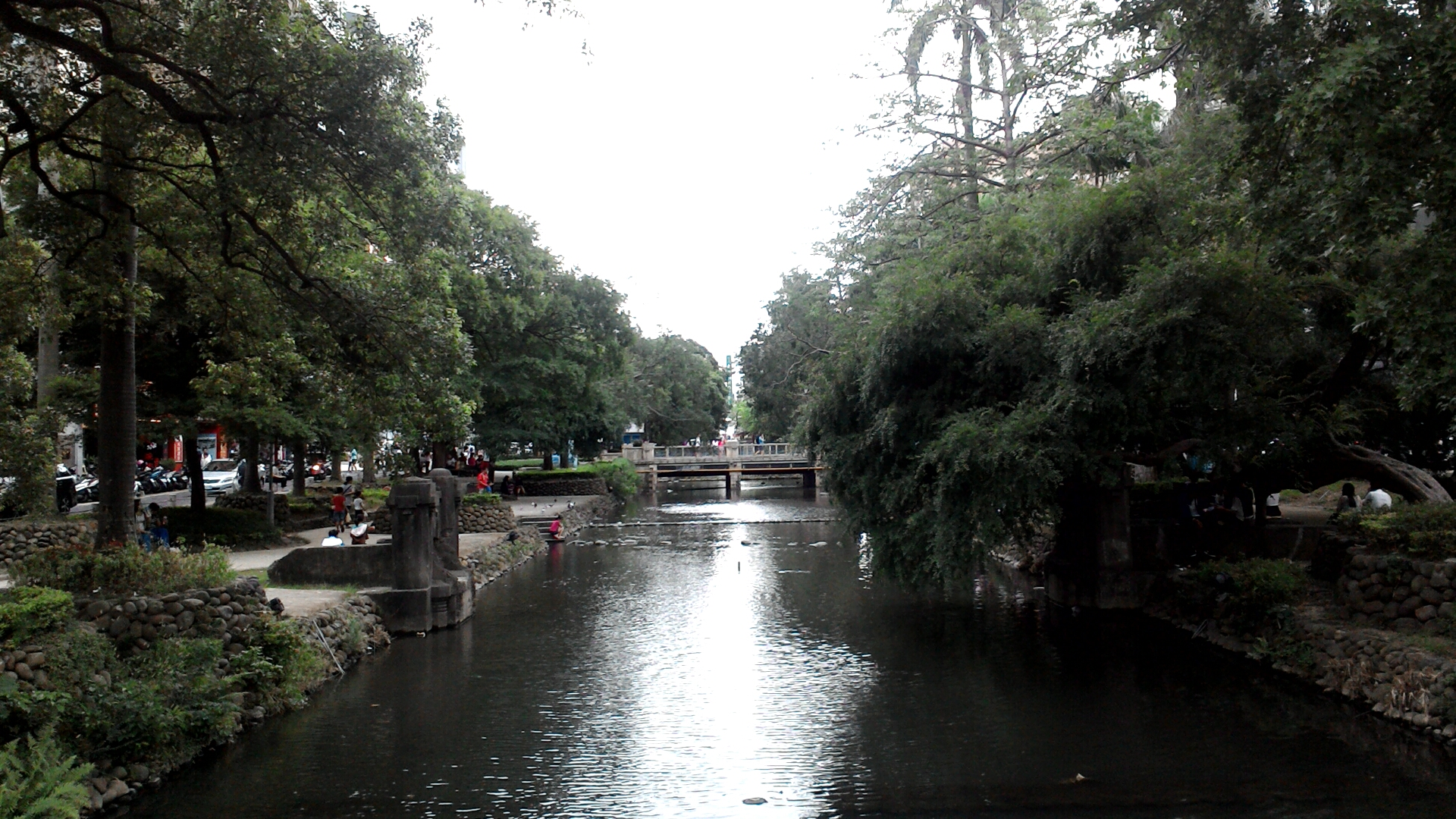
竹塹城護城河

新竹縣（1876年－1895年），是清朝在臺灣所設的行政區劃之一，係1876年1月16日（清光緒元年12月20日）沈葆楨奏請新設臺北府，設立時將淡水廳分割成淡水縣、基隆廳與新竹縣而來，而原淡水廳治竹塹位於此縣境內，故沿用為縣治。
新竹縣剛成立時，北以頭重溪（屬社子溪水系）土牛溝與淡水縣為界，南以大甲溪與彰化縣為界，相當於今天臺灣桃園市西部、新竹縣市、苗栗縣、臺中市大甲溪以北地區。
光緒十五年（1889年），新竹縣南邊劃出苗栗縣，兩者大致以中港溪支流南港溪為界。1893年時人口達157,000人。
光緒二十一年（1895年）乙未割臺之後，該縣被日本政府規劃改制成臺北縣新竹支廳。

## 行政區劃
清光緒二十年（1894年），劃出苗栗縣之後的新竹縣所屬莊、社、街如下：
- 竹塹堡:莊
  - 縣城內四門：東門街、西門街、南門街、北門街
  - 縣城外、土城內（莊九）：西門口莊、南門口莊、菜堂前莊、外莿子腳莊、巡司埔莊、園中央莊、崙子莊、水田莊、祖厝口莊
  - 竹塹堡東廂（莊六十四）：下東店莊、東勢陂腳莊、頂東勢莊、後莊、潭後莊、樹林子莊、二十張犁莊（南莊）、南莊後溪埔莊、溪洲子莊、泉州厝莊、九甲埔莊、六張犁莊、八張犁莊、十張犁莊、東海窟莊、隘口莊、鹿場莊、界址莊、柴梳山莊、牛頭路莊、頭重埔莊、頂員山莊、下員山莊、五座屋莊、九芎林莊、九芎林下山莊、上下豆仔埔莊、下山水尾莊、伯公窩莊、五股林莊、高梘頭莊、赤柯寮莊、中坑莊、水坑莊、倒縛牛莊、石壁潭莊、王爺坑莊、鹿寮坑莊、燥坑莊、橫山莊、猴洞莊、大肚莊、大窩莊、香櫞窩莊、九層頭莊、九芎坪莊、麻竹窩莊、簡子莊、白石湖莊、南河下四股莊、南河四分莊、南河上四股莊、南河沙坑莊、南河新城莊、南河和興莊、燥坑莊、河壩莊、上橫坑莊、坪林莊、下橫坑莊、上下南廳莊、石頭坑莊、土地公埔莊、柯子林莊
  - 竹塹堡西廂（莊一十三）：隙子莊、大南勢莊、小南勢莊、拔子林莊、虎子山莊、浸水莊、羊寮莊、埔姜圍莊、牛埔莊、香山大莊、香山塘莊、香山頂寮莊、香山下寮莊
  - 竹塹堡南廂（莊一十四）：頭竹圍莊、嵌子腳莊、烏崩嵌莊、青草湖莊、石屑侖莊、水尾溝莊、雙溪莊、壺盧肚莊、大崎莊、合水莊、三叉崠莊、月眉莊、赤柯坪莊、新藤坪莊
  - 竹塹堡北廂（莊一十七）：水田尾莊、湳子莊（南雅莊）、舊社莊、新社莊、新社南勢角莊、金門厝莊、黃犁宅溪洲莊、下油車莊、麻園莊、四張莊、田心子莊、北勢子莊、上新莊子、下新莊子、白地粉莊、魚寮莊
  - 竹塹堡東南廂（莊四十一）：十八尖山腳莊、草厝子莊、金山面莊、管甫坑莊、柯子壢莊、水仙嶺莊、草山莊、大壢莊、北埔尾莊、北埔莊、南埔莊、觀音坐蓮莊、中興莊、大分林莊、面盆寮莊、煙寮坪莊、上下大湖莊、石子林莊、十四分莊、南坑尾莊、九分莊、石梗莊、二寮莊、大河底莊、四寮莊、番社子莊、樹杞林莊、山豬湖莊、上公館莊、茅岡子莊、水頭厝莊、下排莊、油車窩莊、員崠子莊、花草林莊、軟橋莊、觸子莊、藤寮坑莊、燥樹排莊、上薯園莊、湳湖莊、中央寮莊（中心寮莊）
  - 竹塹堡東北廂（莊一十三）：姜寮莊、溪埔子莊、白沙墩莊、下鬥侖莊、番子園莊、中鬥侖莊、石頭厝莊、上鬥侖莊、鴨母窟莊、安溪寮莊、豆子埔莊、九芎巷莊、番子陂莊
  - 竹塹堡西南廂（莊一十四）：嵌子腳莊、香山坑莊、茄冬湖莊、草漯莊、汫水港莊、海山罛莊、鹿子坑莊、咸水港北草厝莊、內湖莊、稷子坑莊、南隘莊、寶鬥仁莊、十鬮莊、豎林莊
  - 竹塹堡西北廂（莊二十五）：侖子尾莊、蘆竹湳莊、沙侖莊、後湖莊、莊子莊、番婆莊、油車港莊、上下九甲莊、吉羊侖莊、烏瓦磘莊、苦楝腳莊、大店莊、韭菜園莊、過溝子莊、槺榔莊、田莊、頂牛埔莊、下牛埔莊、船頭莊、萬興莊、十塊寮莊、蟹子埔莊、南寮莊、船頭溪洲莊、海子尾莊

- 竹南堡:莊（莊六十六）：中港草店尾街、中港新街（一名建和街）、中港舊街、街子頭莊、社寮前莊、公地莊、番社莊、過陂子莊、澎湖厝莊、香山厝莊、過溝莊、下街子莊、海口尾莊、塭內莊、海口莊、港子漘莊、竹圍子莊、後厝子莊、山寮莊、竹篙厝莊、沖天泉莊、北滬頭莊、口牆圍莊、咸水港莊、大埔莊、頂下山腳莊、嵌頂莊、營盤邊莊、頂廟子莊、三角店莊、五穀莊、七分子莊、大厝莊、蘆竹湳莊、田寮莊、東莊、番婆莊、土牛莊、頭分街、口公館街、後莊、珊珠湖莊、鬥換坪莊、內灣莊、牛欄肚莊、頂埔莊、下埔莊、永和山莊、腰肚角莊、三灣街、十股莊、楓樹莊、尖山莊、銅鑼圈莊、濫坑莊、鹿廚坑莊、下北埔莊、員林子莊、小南埔莊、大南埔莊、大坪林莊、八股莊、社寮莊、田尾莊、嵌頂寮莊、山下莊

- 竹北堡莊：鹹菜甕街、老街莊、橫街莊、嵌下莊、車路坑莊、石店莊、暗潭莊、上下三墩莊、下三墩湖肚莊、拱子溝莊、店子岡莊、焿寮莊、石岡子莊、大旱坑莊、水汴頭莊、六股莊、五分埔莊、大茅埔莊、打鐵坑莊、鹿鳴坑莊、汶水坑莊、汶水坑中莊、汶水坑尾莊、汶水坑口莊、深窩莊、筀竹圍莊、石門莊、照鏡莊、九芎湖莊、四座屋莊（廣和莊）、新埔街上下樟樹林莊、上下田心子莊、旱坑子莊、太平窩莊、新耕田莊、枋寮莊、桃子窩莊、大湖口莊、糞箕窩莊、番子湖莊、南勢莊、員山莊、波羅紋莊、波羅紋北勢莊、德勝莊、和興莊、羊矢窩莊、吳厝莊、四腳亭莊、四湖莊、三湖莊、二湖莊、頭湖莊、南窩莊、北窩莊、崩陂莊、楊梅壢莊、頭重坑莊、水流東莊、上鳳山崎莊、下鳳山崎莊、大眉莊、茄冬坑莊、田九厝莊、後面莊、貓兒碇莊、車路頭莊、山邊莊、嵌頂莊、竹圍子莊、嵌子腳莊、茇子窟莊、嵌頭厝莊、鳳鼻尾莊、坪頂莊、山背莊、大埔莊、新莊、子中侖莊、樹林子莊、紅毛港大莊、嵌頭厝莊、後湖子莊、外湖莊、紅毛港埔頂莊、陂腳莊、後厝子莊、蚵殼港莊、溪底子莊、青埔子莊、福興莊、伯公嶺莊、十一股莊、陰影窩莊、十五間莊、泉水空莊、深圳莊、三角窟莊、後莊、上槺榔莊、下槺榔莊、甲溪子莊、溪南莊、笨子港莊、紅瓦厝莊、營盤腳莊、埔頂莊、甲頭厝莊、赤牛椆莊、田心子莊、上莊、子下莊、子員笨莊、後湖莊、下溪子底莊、圓山莊、榕樹下莊、頭家厝莊、大牛椆莊、嵌頭厝莊、石排莊、水流莊、上水流莊、新厝莊、樹子下莊、青埔莊、番子陂莊、大潭莊、石觀音莊、魚寮莊、對面厝莊、泉州厝莊、苦楝腳莊、大窟莊、下大窟莊、後莊、過嶺莊、大侖莊、張厝莊、陂內莊、新陂莊、嵌頭子莊、過溪莊、竹圍子莊、水溝尾莊、白沙墩莊、樹林子莊、草漯莊、青埔子莊、雙溪口莊、塔子腳莊、大侖尾莊、港子嘴莊、溪州底莊、二陂港莊、內海漘莊、外海漘莊、照鏡莊、尖山子莊、橫山莊、大邱園莊、大莊、頭莊、後公館莊、田心子莊、新館莊、後厝莊、圳股頭莊、陂腳莊、海豐陂莊、湳子莊、埔心莊、三塊厝莊、五塊厝莊、大埔莊、埔頂莊、水頭子莊、大牛椆莊、沙侖莊、倒厝莊、鼓亭莊

- 竹塹堡社：竹塹社

- 竹南堡社：中港社

- 竹塹堡街：東門街、西門街、南門街（文興街）、北門街、北鼓樓街、大爺街、衙門口街、暗街子、九芎林街、樹杞林街、北埔街、香山頂寮街、香山下寮街

- 竹南堡街：草店尾街、新街、中街、舊街、頭分街、三灣街

- 竹北堡街：鹹菜甕街、新埔街、觀音街、大區園街